# Cestrum pinetorum
Cestrum pinetorum är en potatisväxtart som beskrevs av Nathaniel Lord Britton. Cestrum pinetorum ingår i släktet Cestrum och familjen potatisväxter. Inga underarter finns listade i Catalogue of Life.